# An Đức, Ninh Giang
An Đức là một xã thuộc huyện Ninh Giang, tỉnh Hải Dương, Việt Nam.

## Địa lý
Xã An Đức có diện tích 5,38 km², dân số năm 1999 là 4.946 người, mật độ dân số đạt 919 người/km².